# Radegast (Bleckede)
Radegast (niederdeutsch Raagast) ist ein Ortsteil der Stadt Bleckede im Landkreis Lüneburg in Niedersachsen.

## Geographie
Das Marschhufendorf liegt sechs Kilometer nordwestlich von Bleckede auf dem Weg nach Lauenburg. Es gehört zu den Elbmarschdörfern, zu denen auch Brackede, Garlstorf und Wendewisch zählen. Zu den Besonderheiten gehört das Pfarrwitwenhaus neben der Kirche, das als ältestes Haus des Ortes gilt.

## Geschichte
Bei der Volkszählung vom 13. September 1950 ergab sich, dass im Ort 396 Einwohner in 104 Haushalten lebten. Am 1. März 1974 wurde Radegast in die Stadt Bleckede eingegliedert.

## Wirtschaft und Infrastruktur
Über eine Buslinie der Verkehrsgemeinschaft Nordost-Niedersachsen ist Radegast nach Bleckede und Hittbergen angebunden.